# صدف‌خوار
صدف‌خوار یا صدف‌خور (نام علمی: Haematopus) پرندگانی آبچر از تیره صدف‌خواران هستند که در سواحل نقاط مختلفی از جهان، به غیر از نواحی قطبی و برخی از نقاط استوایی آفریقا و آسیای جنوب شرقی دیده می‌شوند و از میان آن‌ها تنها صدف‌خوار اوراسیایی و صدف‌خوار ساوت آیلندی هستند که در مناطق درون‌مرزی به تولید مثل می‌پردازند.

## مشخصات ظاهری

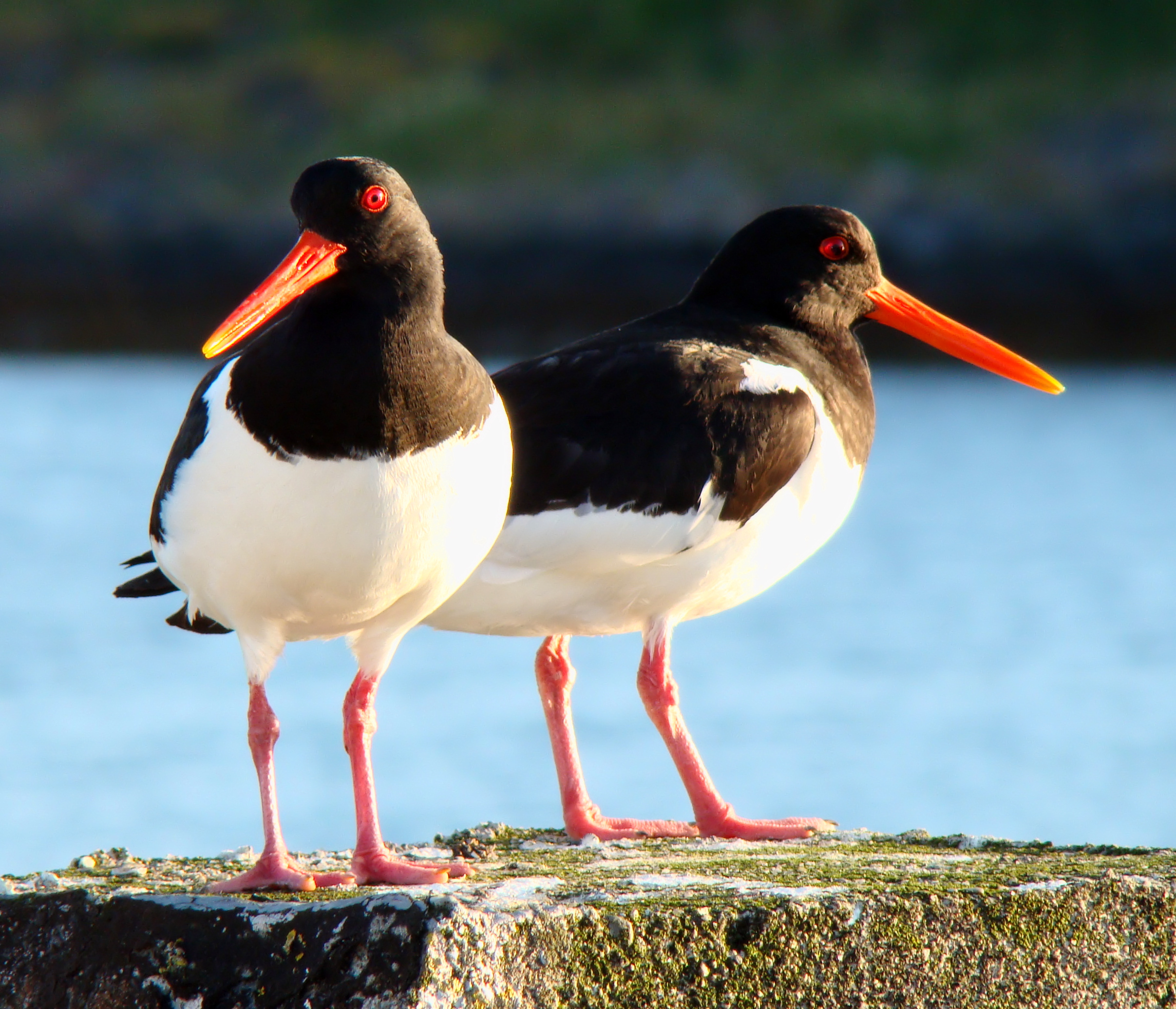
یک زوج صدف خوار اوراسیایی در شمال نروژ

پرهای بیشتر گونه‌های صدف‌خواران یا تماماً سیاه‌است یا تنها پرهای بالایی سیاه (و یا قهوه‌ای پررنگ) بوده و پرهای زیر شکم سفید هستند. این پرندگان از نظر ظاهری شبیه به آبچلیکها بوده و دارای جثه‌ای بزرگ و نوکی دراز، ضخیم و قرمز یا نارنجی‌رنگ هستند که برای شکستن یا بازکردن صدفها به کار می‌رود. با این حال نوک گونه‌های مختلف با توجه به نوع رژیم غذایی پرنده از نظر ظاهری متفاوت‌است. آنهایی که نوک منقارشان تیغه‌مانند است از آن برای بازکردن صدف‌ها استفاده می‌کنند و آنهایی که نوک منقارشان تیزاست با آن به جستجوی کرم‌های حلقوی می‌پردازند. همچنین منقار پرندگان ماده درازتر و سنگین‌تر از نران‌است.

## تغذیه
خوراک صدف‌خواران با توجه به زیستگاهشان متفاوت است. گونه‌هایی که در مناطق درون‌مرزی زندگی می‌کنند از کرم‌های خاکی و لاروی حشرات تغذیه می‌کنند. صدف‌خوران ساحلی دارای رزیم غذایی متنوع‌تری هستند هرچند نوع ساحل محل زندگیشان باز نقشی تعیین‌کننده در این مورد دارد. پرندگانی که در سواحل مدخل رودخانه‌ها و خلیج‌های کوچک زندگی می‌کنند از دوکفه‌ایها، شکم‌پایان و کرم‌ها تغذیه کرده و آنهایی که در سواحل صخره‌ای هستند از صدف‌ها، خاره‌چسب و گهواره دریایی تغذیه می‌کنند. خرچنگها، ماهیان و خارپوستان دیگر غذای صدف‌خوران را تشکیل می‌دهند.

## تولید مثل

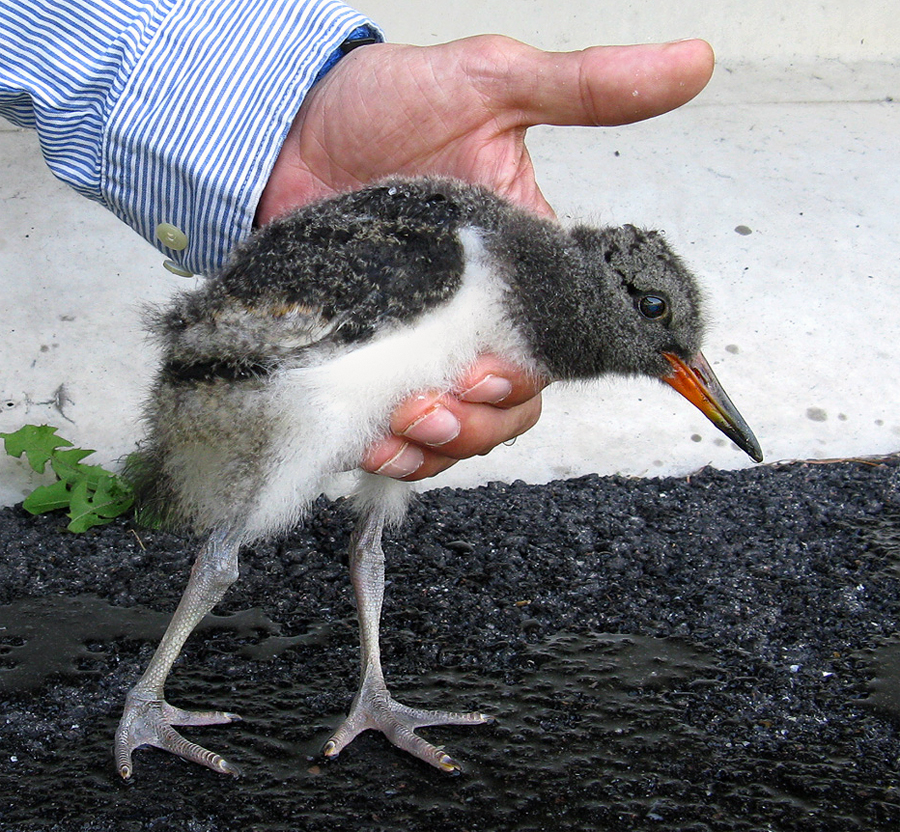
جوجه صدف‌خوار

تمامی گونه‌های صدف‌خواران معمولاً تک‌جفت (تک‌همسر) هستند هرچند در صدف‌خواران اوراسیایی چند جفتی نیز دیده شده‌است. این پرندگان در فصل تولید مثل قلمروی را برای خود تعیین می‌کنند و برخی از آنان گاه تا چند سال نیز از این قلمرو خود دفاع می‌کنند (در یک مورد این زمان به ۲۰ سال نیز رسیده‌است). لانه‌سازی در فصل تابستان آغاز می‌شود و صدف‌خوار با خراشیدن زمین، آشیان خود را در مکانی که دید خوبی دارد حفر می‌نماید. با توجه به موقعیت جغرافیایی مکان تولید مثل پرنده، بین یک تا چهار تخم خال‌خال گذاشته می‌شود که در نیمکره شمالی معمولاً سه تخم و در مناطق جنوبی دو تخم است. عمل گرم نگهداشتن تخم‌ها توسط هر دو پرندهٔ نر و ماده صورت می‌گیرد هرچند پرندهٔ ماده زمان بیشتری را نسبت به پرندهٔ نر بر روی تخم‌ها می‌نشیند و در مقابل جفت نر نیز زمان بیشتری را به دفاع از قلمرو خود می‌پردازد. با توجه به گونهٔ صدف‌خوار، بین ۲۴ تا ۳۹ روز طول می‌کشد تا تخم‌ها بدل به جوجه شوند.

## خطر انقراض
نسل یک گونه از صدف‌خواران که با نام صدف‌خوار سیاه جزایر قناری شناخته می‌شد در قرن بیستم منقرض شده‌است. صدف‌خوار جزیرهٔ چاتهام که بومی جزایز چاتهام نیوزیلند است نیز از سوی آی‌یوسی‌ان در فهرست گونه‌های در خطر انقراض قرار گرفته‌است و صدف‌خوار سیاه آفریقایی نیز در مرز تهدید قرار دارد. در گذشته پرورش‌دهندگان تجاری صدف این پرندگان را عامل کاهش صدف‌های خود می‌دانستند اما بررسی‌ها نشان داده که صدف‌خواران نقش بسیار کمتری از خرچنگ‌های ساحلی در این مورد دارند.

## گونه‌ها
| گونه‌ها به ترتیب آرایه‌شناختی |                         |       |
| نام فارسی                   | نام علمی                | نگاره |
| صدف‌خوار ماژلان              | H. leucopodus           |       |
| صدف‌خوار سیاه‌گون             | H. ater                 |       |
| صدف‌خوار سیاه                | H. bachmani             |       |
| صدف‌خوار آمریکایی            | H. palliatus            |       |
| صدف‌خوار جزایر قناری         | H. meadewaldoi منقرضشده |       |
| صدف‌خوار آفریقایی            | H. moquini              |       |
| صدف‌خوار اوراسیایی           | H. ostralegus           |       |
| صدف‌خوار ابلق                | H. longirostris         |       |
| صدف‌خوار جزیره جنوب          | H. finschi              |       |
| صدف‌خوار چاتهام              | H. chathamensis         |       |
| صدف‌خوار چندریخت             | H. unicolor             |       |
| صدف‌خوار دودزده              | H. fuliginosus          |       |

## نگارخانه

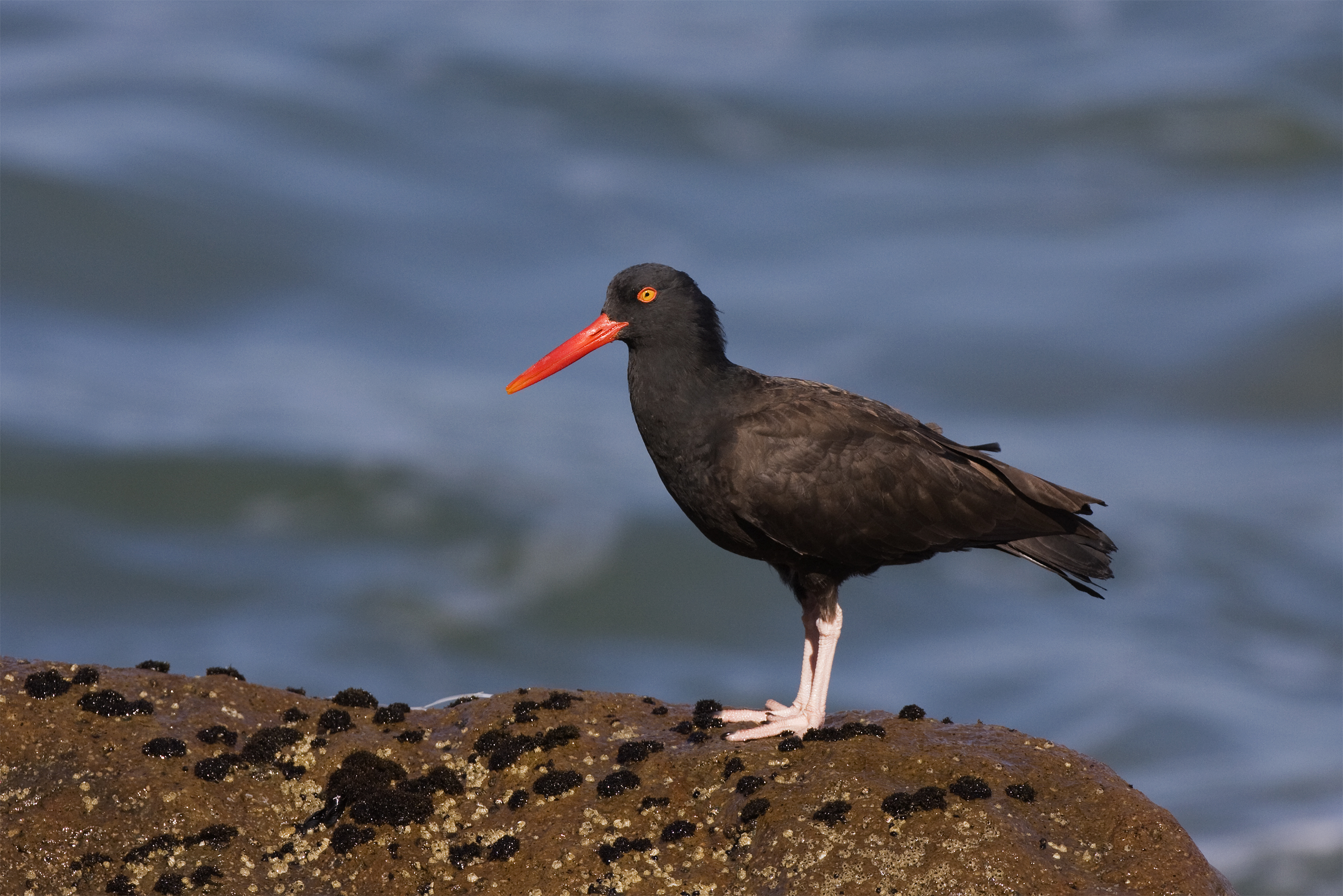
صدف‌خوار سیاه آمریکایی
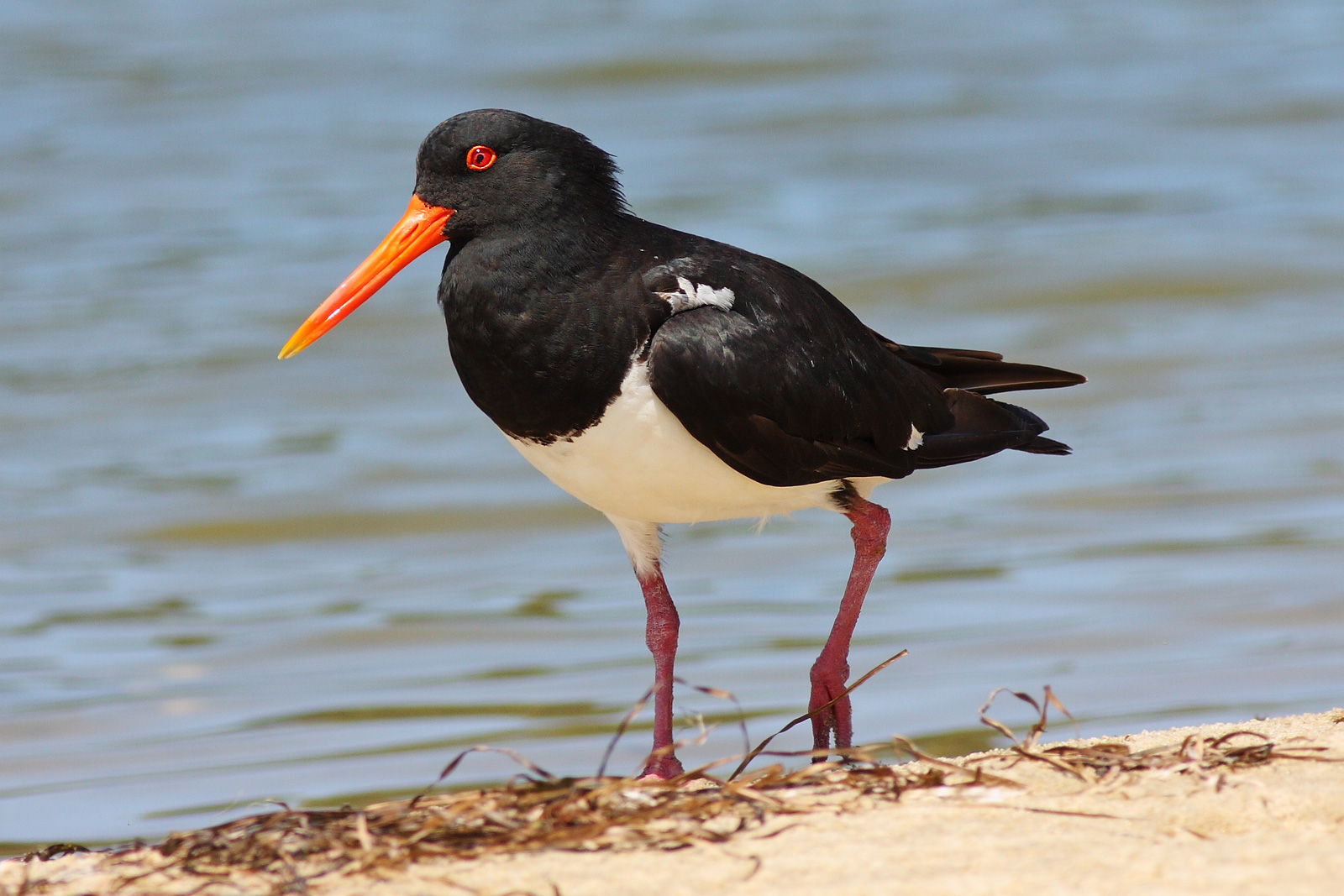
صدف‌خوار ابلق
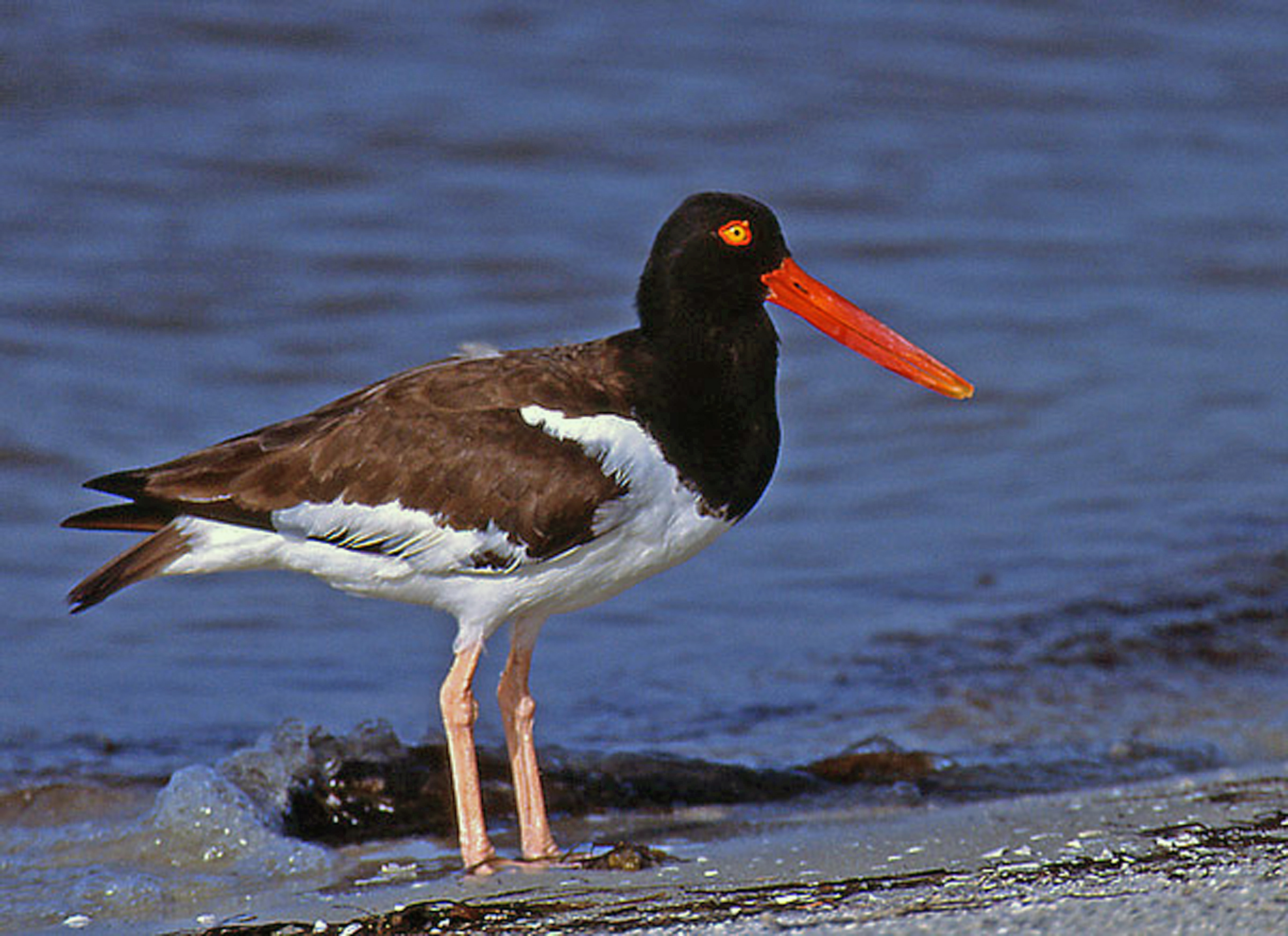
صدف‌خوار آمریکایی
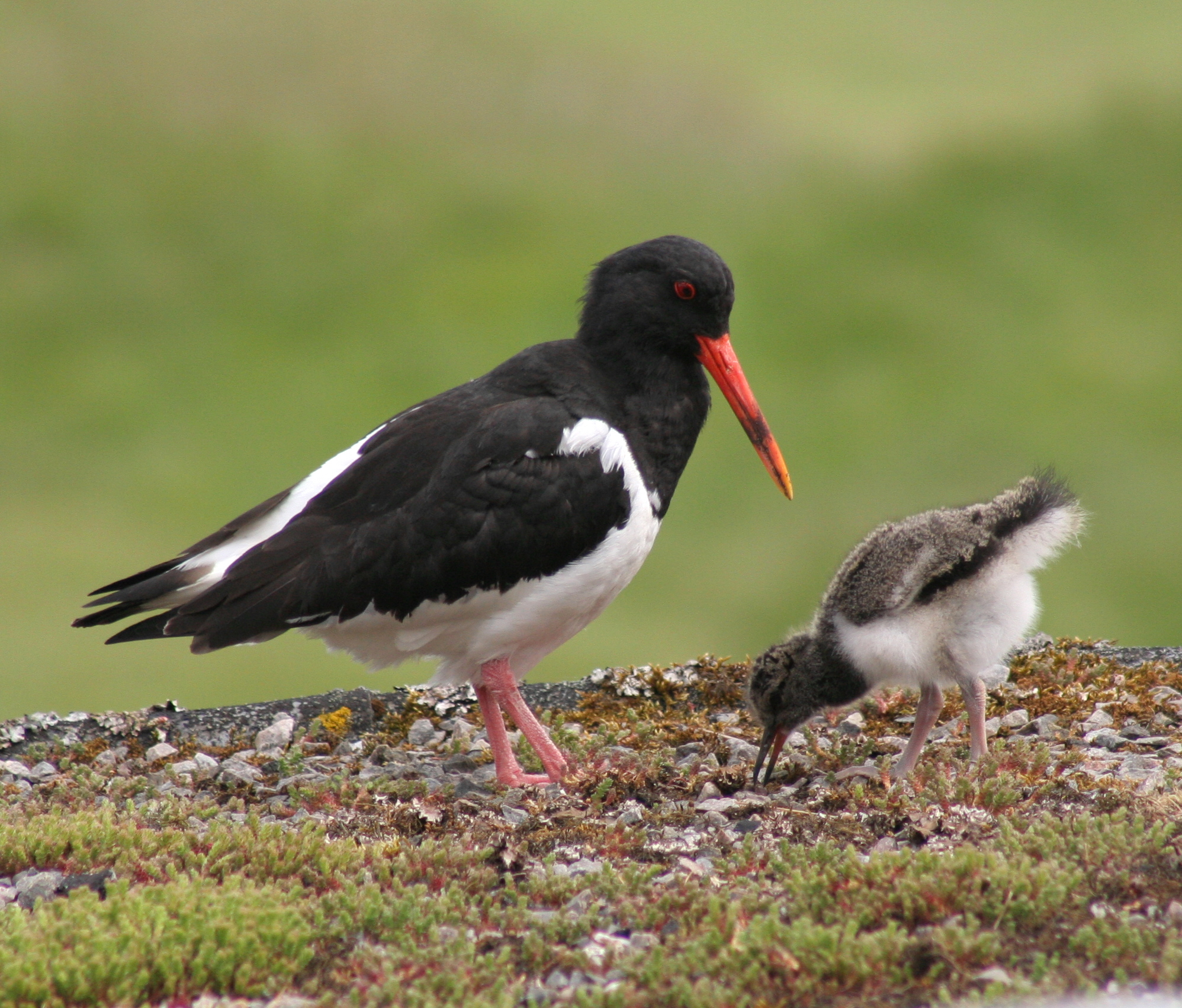
صدف‌خوار اوراسیایی همراه با جوجه‌اش
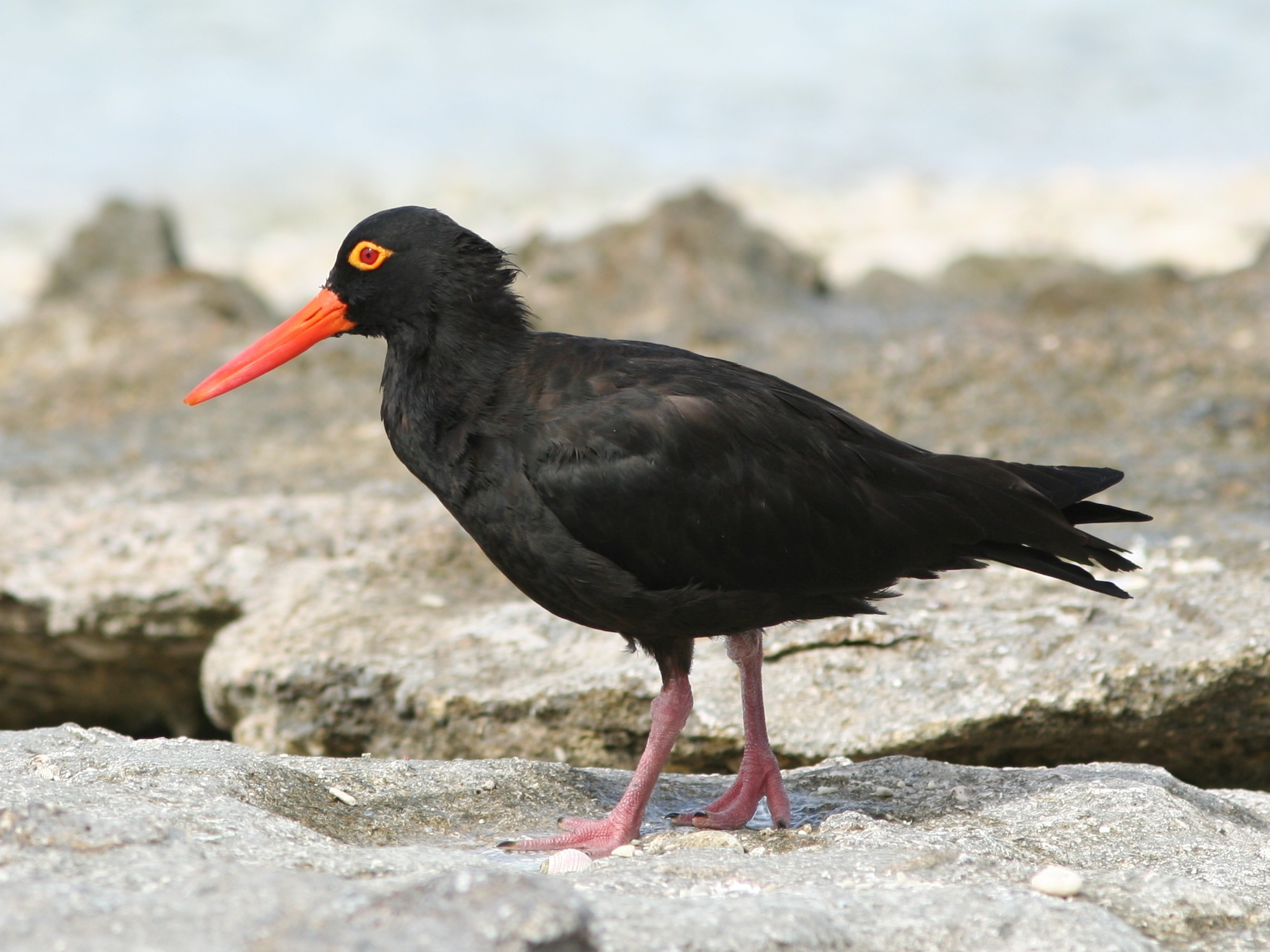
صدف‌خوار دودزده
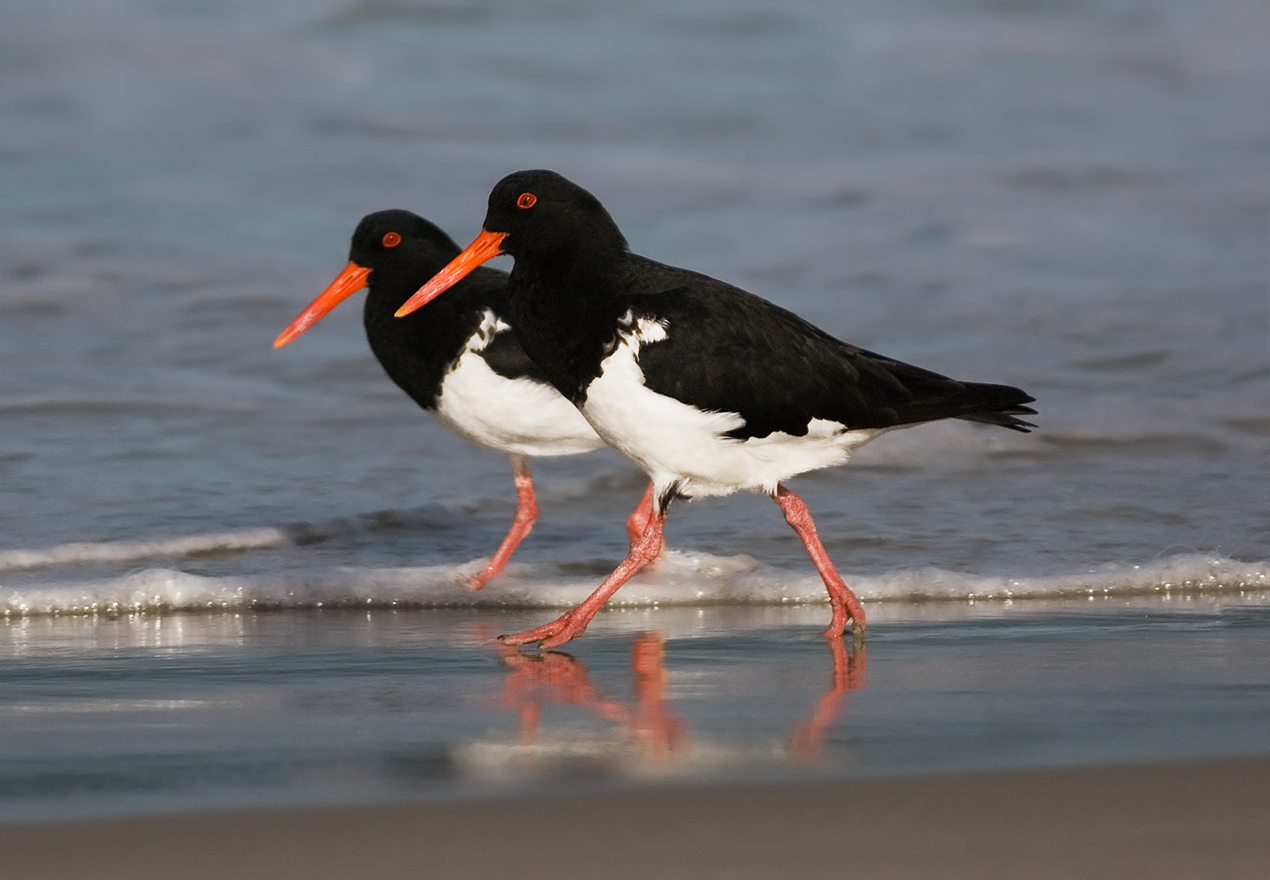
دو صدف‌خوار ابلق در تاسمانی استرالیا
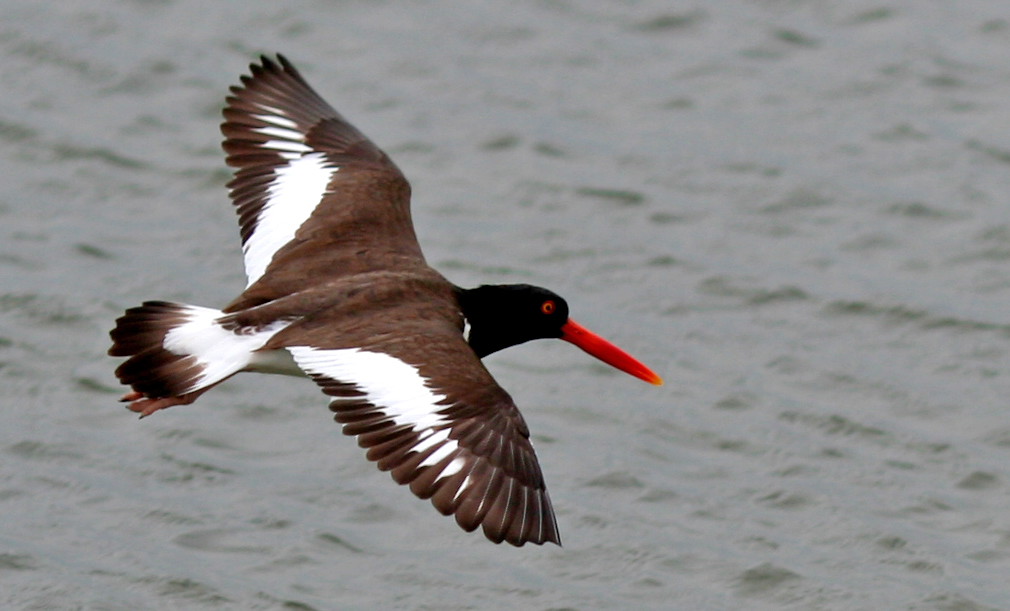
صدف‌خوار آمریکایی در حال پرواز
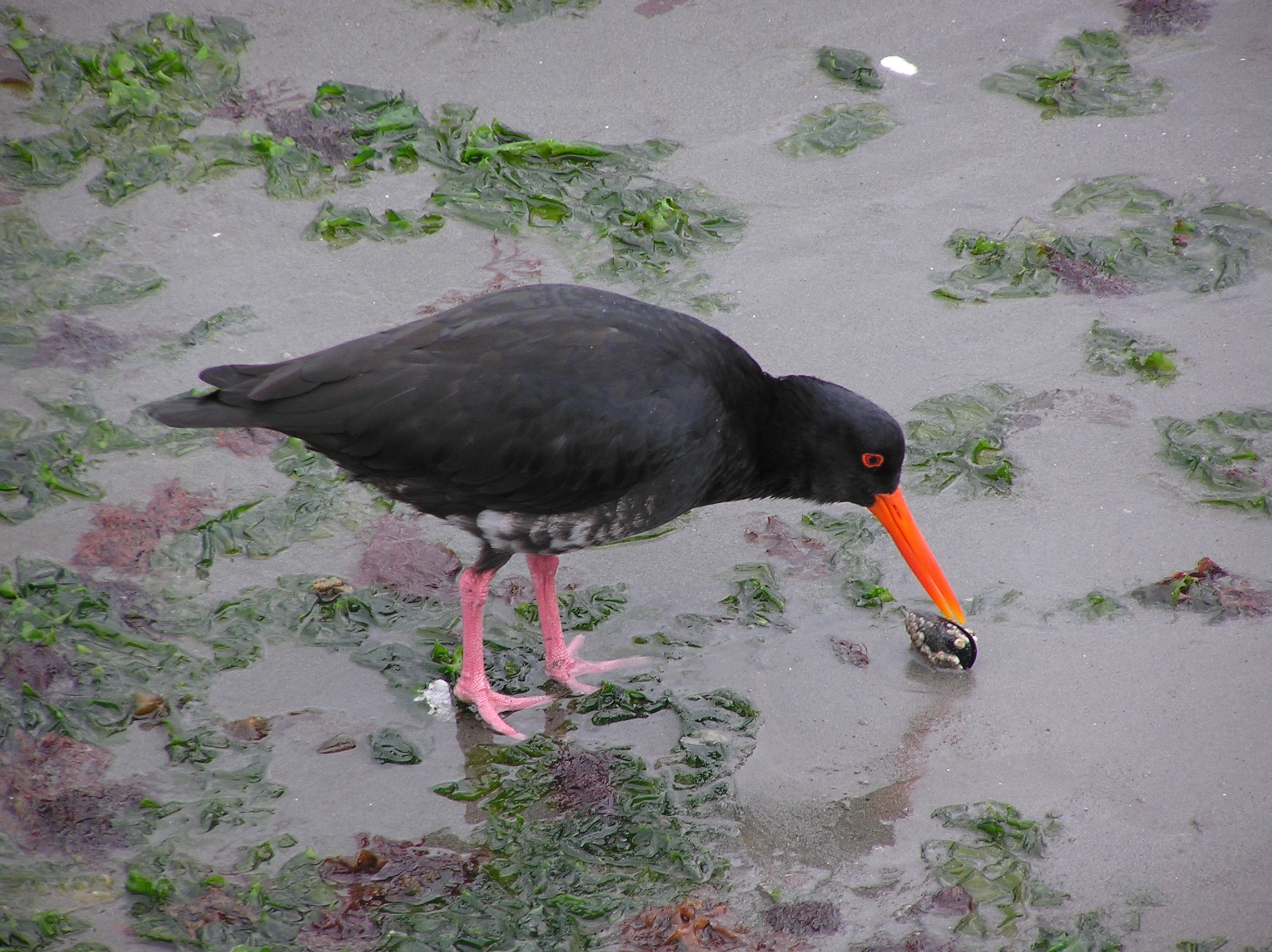
صدف‌خوار چندریخت در ولینگتون نیوزیلند